# Luis Indaco
Luis Indaco fue un futbolista argentino que jugaba en la posición de delantero y desarrolló su carrera principalmente en Rosario Central. Con su hermano Esteban compartió equipo en el cuadro auriazul.

## Carrera

### Como jugador

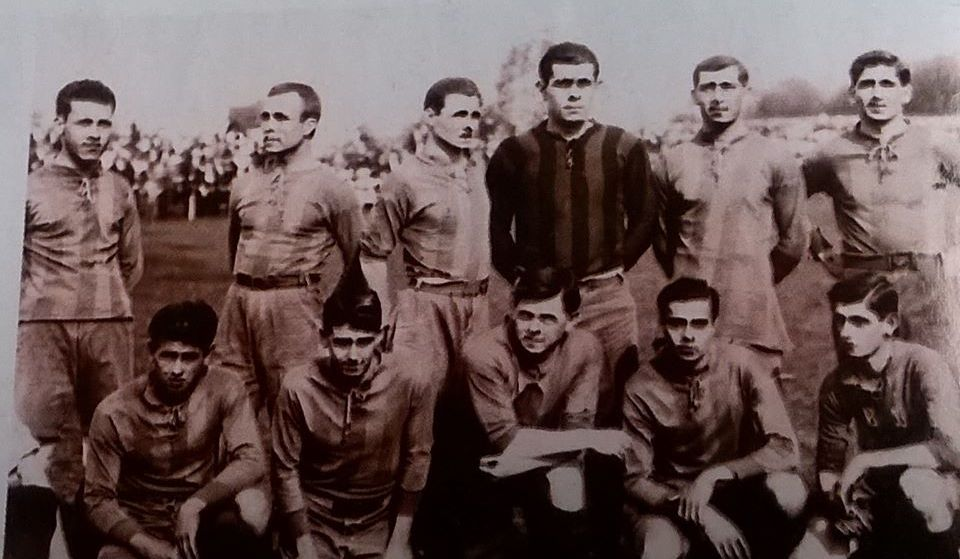
Rosario Central en 1924. Parados: Octavio Montiquín, Domingo Izaga, Octavio Díaz, Jacinto Perazzo, Félix Sarasíbar; hincados: Sandalio Arias, Antonio Macías, Harry Hayes, Luis Indaco, Bautista De Benedetti.

Debutó en Rosario Central en 1922, llegando a jugar 140 partidos y convirtiendo 101 goles. Se coronó campeón en varias oportunidades, retirándose en 1932. 
Se destacó por ser un puntero izquierdo veloz y hábil, logrando apilar a varios rivales en sus jugadas individuales. Su encuentro inicial en Primera División fue inmejorable, ya que marcó uno de los goles con los que Central derrotó a Sparta 2-0 por la Copa Estímulo de 1922, torneo que el cuadro auriazul terminaría conquistando. Para 1924 ya era habitual su participación entre los titulares, siendo el remplazante del histórico goleador Harry Hayes, quien jugaba sus últimos partidos en esos tiempos. Además, esa temporada debutó en la primera de Central su hermano Esteban, con quien compartió partidos a su lado. 
Al año siguiente convirtió 25 goles en 26 partidos, lo que llamó la atención de Platense, que se lo llevó en 1926 para disputar el campeonato de la Asociación Amateurs de Football. Ese mismo año viajó a Italia, recomendado por Julio Libonatti, un ex-Newell's, y tuvo un fugaz paso por Genoa. Su destacado rendimiento durante 1925 redundó en una convocatoria a la preselección Argentina de cara al Campeonato Sudamericano 1925, del cual finalmente no tomó parte.

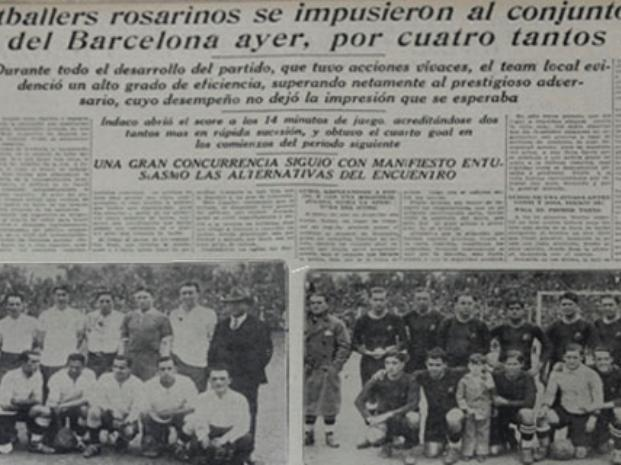
El diario La Capital refleja la paliza propinada por el seleccionado de Rosario al FC Barcelona por 4 a 0 en 1928. Luis Indaco marcó los cuatro goles.

Sobre el final de 1926 retornó a Rosario Central, disputando las últimas tres fechas de la Copa Vila de ese año, anotando tres goles. Hasta su retiro se mantuvo jugando en Central, afianzando su capacidad goleadora año a año, obteniendo la Copa Vila en otras tres oportunidades (ya la había conseguido en 1923).
En sus años en el equipo auriazul compartió delantera con futbolistas de la talla del paraguayo Gerardo Rivas, el petiso Antonio Miguel, el mono Juan Francia, y los hermanos santiagueños Ramón y Nazareno Luna, entre muchos otros. 
Como dato anecdótico, convirtió un gol en el triunfo de Rosario Central 4-0 frente al club Washington, el 5 de julio de 1931, en el que fue el primer partido de la era profesional para el club.
Indaco integró varias veces el seleccionado rosarino, destacándose una actuación frente a FC Barcelona, con resultado 4-0 a favor de los rosarinos, convirtiendo Indaco los cuatro goles. En este partido llamó la atención de los españoles una jugada practicada por Indaco, a la que él llamó "chilena" y que es hoy más conocida como "bicicleta". Cuentan que en una cena luego del partido José Samitier le pidió que se la enseñara, y, a falta de una pelota, realizó la instrucción con una salivadera.
También sobresalió con su participación en el Campeonato Argentino Interligas de 1929. Allí convirtió un gol en el encuentro por octavos de final frente al representativo de Comodoro Rivadavia; en semifinales marcó dos goles ante la Liga Sanjuanina; y en la final consiguió el gol que le dio a Rosario el campeonato ante Tucumán (2-1), encuentro disputado en el estadio de River Plate.

#### Estadística en Rosario Central y otros datos
| Año     | Torneo         | PJ  | Goles |
| ------- | -------------- | --- | ----- |
| 1922    | Copa Estímulo  | 1   | 1     |
| 1923    | Copa Vila      | 1   | 0     |
|         | Copa Ibarguren | 1   | 0     |
| 1924    | Copa Vila      | 13  | 8     |
|         | Copa Estímulo  | 3   | 1     |
| 1925    | Copa Vila      | 24  | 24    |
|         | Copa Estímulo  | 2   | 1     |
| 1926    | Copa Vila      | 3   | 3     |
| 1927    | Copa Vila      | 15  | 15    |
|         | Copa Schlau    | 8   | 7     |
| 1928    | Copa Vila      | 14  | 11    |
| 1929    | Copa Vila      | 18  | 7     |
| 1930    | Copa Vila      | 15  | 11    |
| 1931    | Copa Vila      | 7   | 6     |
|         | Torneo Molinas | 9   | 3     |
| 1932    | Torneo Molinas | 6   | 3     |
| Totales |                | 140 | 101   |

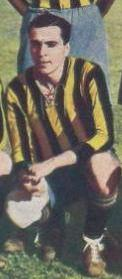
Indaco convirtió 101 goles en 140 partidos en Central.

- Con 101 goles, Indaco es el cuarto máximo goleador de Central desde 1903 a la fecha. Lo anteceden los hermanos Hayes, Harry con 224,[9] Ennis con 158[10] y Marco Ruben con 106[11]
- Convirtió un gol en su debut en Primera: fue a Sparta, el 29 de octubre de 1922.
- Los equipos que más sufrieron sus goles fueron: Estudiantes de Rosario, 12 goles; Alberdi New Boys y Atlantic Sportsmen, 10; Provincial y Sparta, 8.
- En 1925, por la Copa Vila, le convirtió 5 goles en un partido a Provincial; repitió esta marca en 1927 ante Atlantic Sportsmen.
- Aparece nombrado en el tango Dale Central, compuesto por Edmundo Longobuco, Roberto Puccini, Ricardo Michelman y José Sala en 1971.[12]

### Como entrenador
Fue técnico de Rosario Central en 1946, reemplazando a Gerardo Rivas. Dirigió 11 partidos, de los que ganó 6 y perdió 5. Al finalizar el torneo dejó el cargo, y fue sucedido por Enrique Palomini.
En 1957 condujo a Central Córdoba a su único ascenso a Primera División de AFA.

## Clubes

### Como futbolista
| Club            | País      | Año       |
| --------------- | --------- | --------- |
| Rosario Central | Argentina | 1922-1925 |
| Platense        | Argentina | 1926      |
| Genoa           | Italia    | 1926      |
| Rosario Central | Argentina | 1926-1932 |

### Como entrenador
| Club                       | País      | Año  |
| -------------------------- | --------- | ---- |
| Rosario Central            | Argentina | 1946 |
| Central Córdoba de Rosario | Argentina | 1957 |

## Palmarés

### Como futbolista

#### Títulos regionales
| Título            | Club            | País      | Año  |
| ----------------- | --------------- | --------- | ---- |
| Copa Estímulo     | Rosario Central | Argentina | 1922 |
| Copa Nicasio Vila | Rosario Central | Argentina | 1923 |
| Copa Nicasio Vila | Rosario Central | Argentina | 1927 |
| Copa Nicasio Vila | Rosario Central | Argentina | 1928 |
| Copa Nicasio Vila | Rosario Central | Argentina | 1930 |

#### Títulos nacionales
| Título                          | Club               | País      | Año  |
| ------------------------------- | ------------------ | --------- | ---- |
| Campeonato Argentino Interligas | Selección Rosarina | Argentina | 1929 |

### Como entrenador

#### Títulos nacionales
| Título           | Club                       | País      | Año  |
| ---------------- | -------------------------- | --------- | ---- |
| Segunda División | Central Córdoba de Rosario | Argentina | 1957 |